# Erodium cicutarium subsp. bipinnatum
Erodium cicutarium subsp. bipinnatum é uma subespécie de planta com flor pertencente à família Geraniaceae. 
A autoridade científica da subespécie é (Cav.) Tourlet, tendo sido publicada em Catalogue Raisonné des Plantes Vasculares du Department d'Indre-et-Loire 103. 1908.
Os seus nomes comuns são bico-de-cegonha ou piquetas.

## Portugal
Trata-se de uma subespécie presente no território português, nomeadamente em Portugal Continental e no Arquipélago da Madeira.
Em termos de naturalidade é nativa das duas regiões atrás indicadas.

## Protecção
Não se encontra protegida por legislação portuguesa ou da Comunidade Europeia.